# Peter Fallenius
Peter Fallenius, född Arnesson Fallenius den 31 maj 1951 i Helsingborg, är civilekonom, och en tidigare ABB-chef och ledamot i styrelsen för SJ och Vattenfall. Han häktades den 15 februari 2005 misstänkt för grov ekonomisk brottslighet. Sedan  tingsrättens dom vunnit laga kraft och genom att han inte infunnit sig till förhandling i hovrätten, dömdes han till 3 års fängelse och 3 års näringsförbud.
Fallenius är ledamot av Kungl. Ingenjörsvetenskapsakademien sedan 1997.